# Operación Christmas Drop

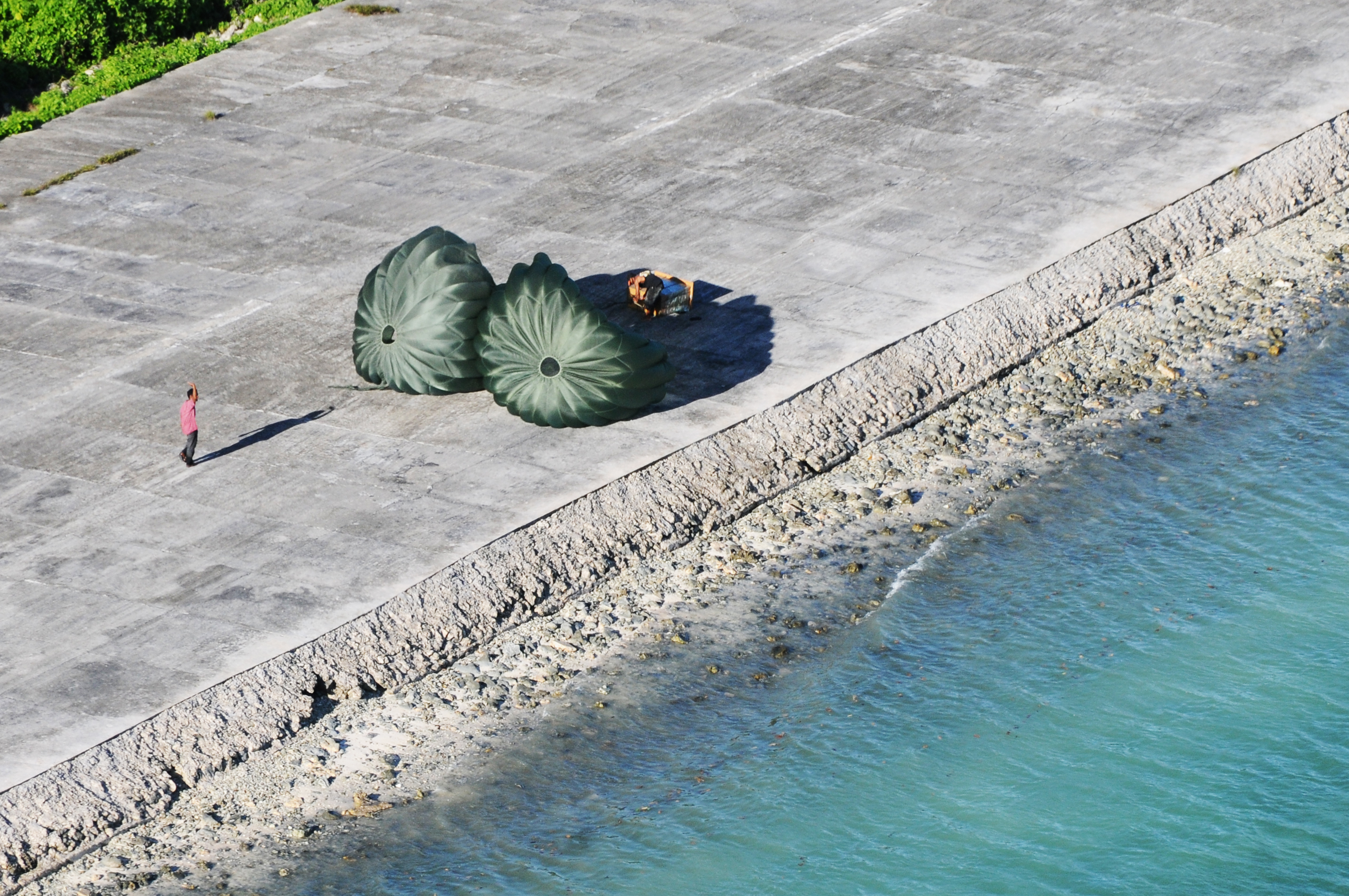
Un residente de Mokil saluda a la tripulación del C-130 después de recibir un paquete de ayuda aérea, 2012.

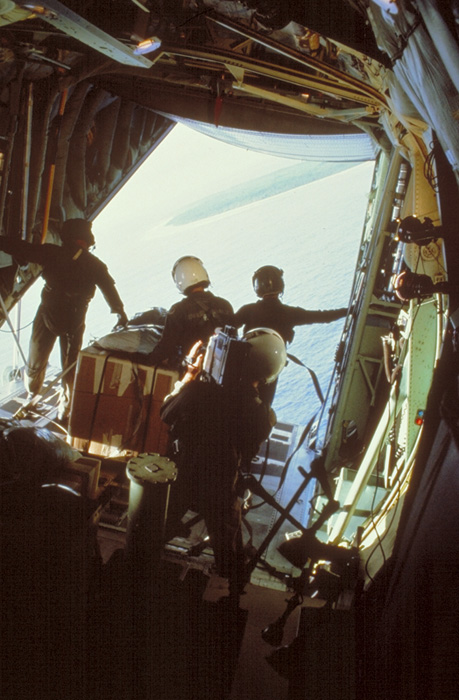
Avión WC-130 del 54.º Escuadrón de Reconocimiento Meteorológico de Guam, en círculos para el lanzamiento en 1986.

Operación Christmas Drop es una tradición que sirve como una misión de entrenamiento para la Fuerza Aérea de los Estados Unidos que comenzó en 1952. Desde entonces se ha convertido en la misión del Departamento de Defensa de los Estados Unidos en pleno funcionamiento y en el puente aéreo humanitario de mayor duración del mundo. Con el apoyo de las comunidades locales de Guam, se lleva a cabo principalmente desde la Base de la Fuerza Aérea Andersen y la Base Aérea de Yokota, y tiene como objetivo Micronesia.

## Historia
La operación se llevó a cabo por primera vez en 1952, y la tripulación de un avión WB-29 asignado al 54.º Escuadrón de Reconocimiento Meteorológico, anteriormente asignado a la Base Andersen de la Fuerza Aérea en Guam, estaba volando en una misión al sur de Guam sobre el atolón micronesio de Kapingamarangi. Cuando vieron a los isleños saludándolos, la tripulación recogió rápidamente algunos objetos que tenían en el avión, los colocó en un contenedor con un paracaídas y dejó caer la carga mientras volvían a dar la vuelta.
Un testigo de la primera caída en la Isla Agrigan dijo: «Vimos que estas cosas salían de la parte trasera del avión y yo gritaba:'Hay juguetes que caen»-. En ese momento la isla no tenía electricidad ni agua corriente, y las islas eran golpeadas periódicamente por tifones. Algunos de los primeros contenedores no llegaron a su destino y los isleños nadaron para recuperar algunos, mientras que otros fueron descubiertos meses más tarde, a unos cuantos kilómetros de distancia.
Esta tradición navideña única, continúa con las donaciones de los residentes y las empresas de Guam. Cada caja lanzada desde un avión C-130 pesa casi 180 kg y contiene artículos como redes de pesca, materiales de construcción, leche en polvo, productos enlatados, arroz, neveras, ropa, zapatos, juguetes y útiles escolares.
Es la misión en curso más antigua del Departamento de Defensa que sigue en pleno funcionamiento, y el puente aéreo humanitario más largo del mundo. En 2006, se entregaron más de 360.000 kg de suministros. La operación da a las tropas la oportunidad de practicar las entregas de ayuda humanitaria, y se espera que más adelante las tropas realicen entregas en Irak o Afganistán.
Voluntarios de la Base de la Fuerza Aérea Andersen, incluyendo el 734º Escuadrón de Movilidad Aérea, y tanto la tripulación como los aviones del 36º Escuadrón de Transporte Aéreo de la Base Aérea de Yokota, Japón, participan en la operación. Los miembros de la comunidad de Guam también ayudan a la operación. Se recaudan fondos para la operación mediante actividades patrocinadas, como torneos de golf y carreras patrocinadas, así como mediante empresas locales que patrocinan cajas individuales.
En la operación de 2006, 140 cajas cayeron en 59 islas. La operación de 2011 incluyó el envío de 25 cajas de terapia intravenosa a la isla Fais para combatir un brote local de dengue. Los contenedores se dejan caer en el agua justo al lado de las playas para evitar que golpeen a cualquiera de los habitantes de la isla.
En 2014, las Fuerzas Aéreas del Pacífico entregaron 50.000 libras de suministros a 56 islas micronesias.
En 2015, la Fuerza Aérea de Autodefensa de Japón (JASDF), y la Real Fuerza Aérea Australiana (RAAF), participaron en la operación junto con la Fuerza Aérea de los Estados Unidos. Japón y Australia proporcionaron cada uno un Hércules C-130 para unirse a los tres C-130 proporcionados por Estados Unidos. El JASDF y la RAAF también participaron en las operaciones de 2016, y 2017.
En diciembre de 2017 marcó el evento inaugural de entrenamiento para el nuevo C-130J de Yokota AB, así como el primer evento cuadrangular con el JASDF, la RAAF y la Fuerza Aérea Filipina.